# Jornadia dactyloscopica
Jornadia dactyloscopica är en kvalsterart som först beskrevs av Balogh och Sandór Mahunka 1968.  Jornadia dactyloscopica ingår i släktet Jornadia och familjen Oribatulidae. Inga underarter finns listade i Catalogue of Life.